# Hypoponera sakalava
Hypoponera sakalava är en myrart som först beskrevs av Auguste-Henri Forel 1891.  Hypoponera sakalava ingår i släktet Hypoponera och familjen myror.

## Underarter
Arten delas in i följande underarter:
- H. s. excelsior
- H. s. sakalava

## Bildgalleri

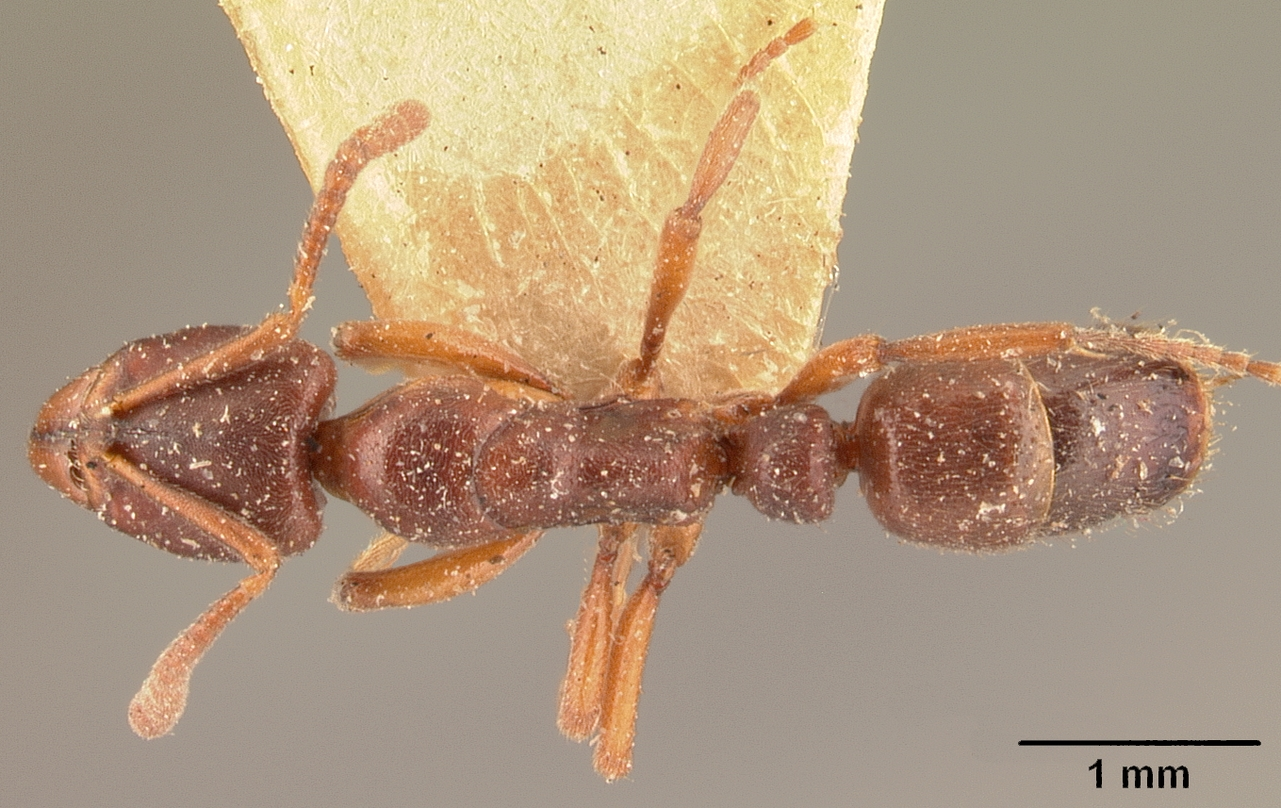
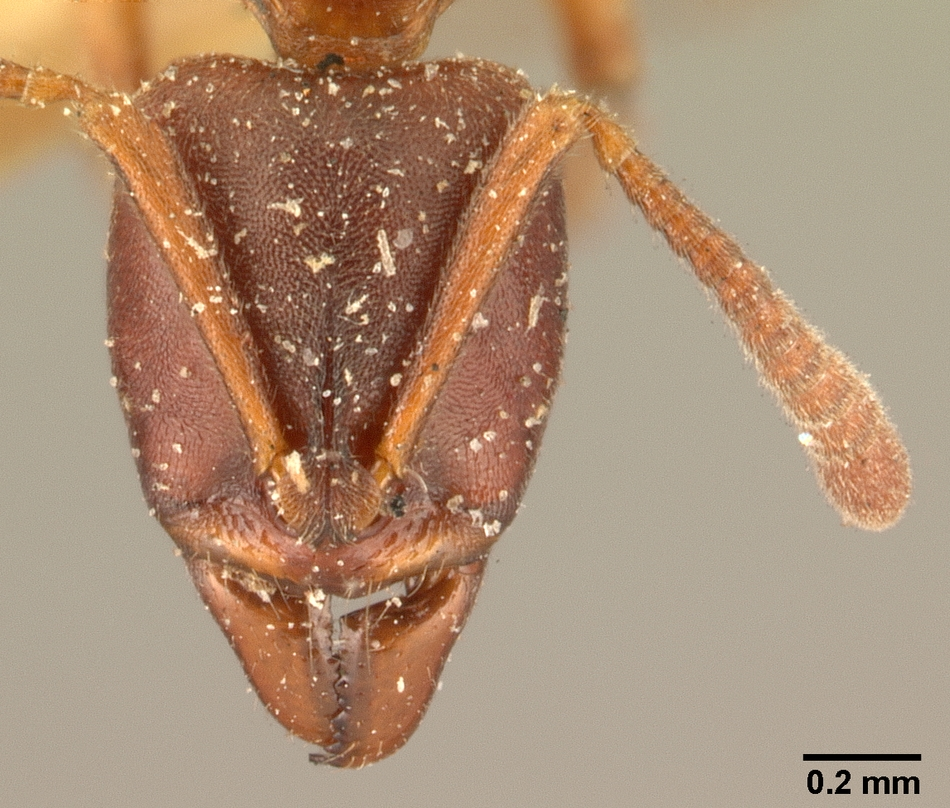
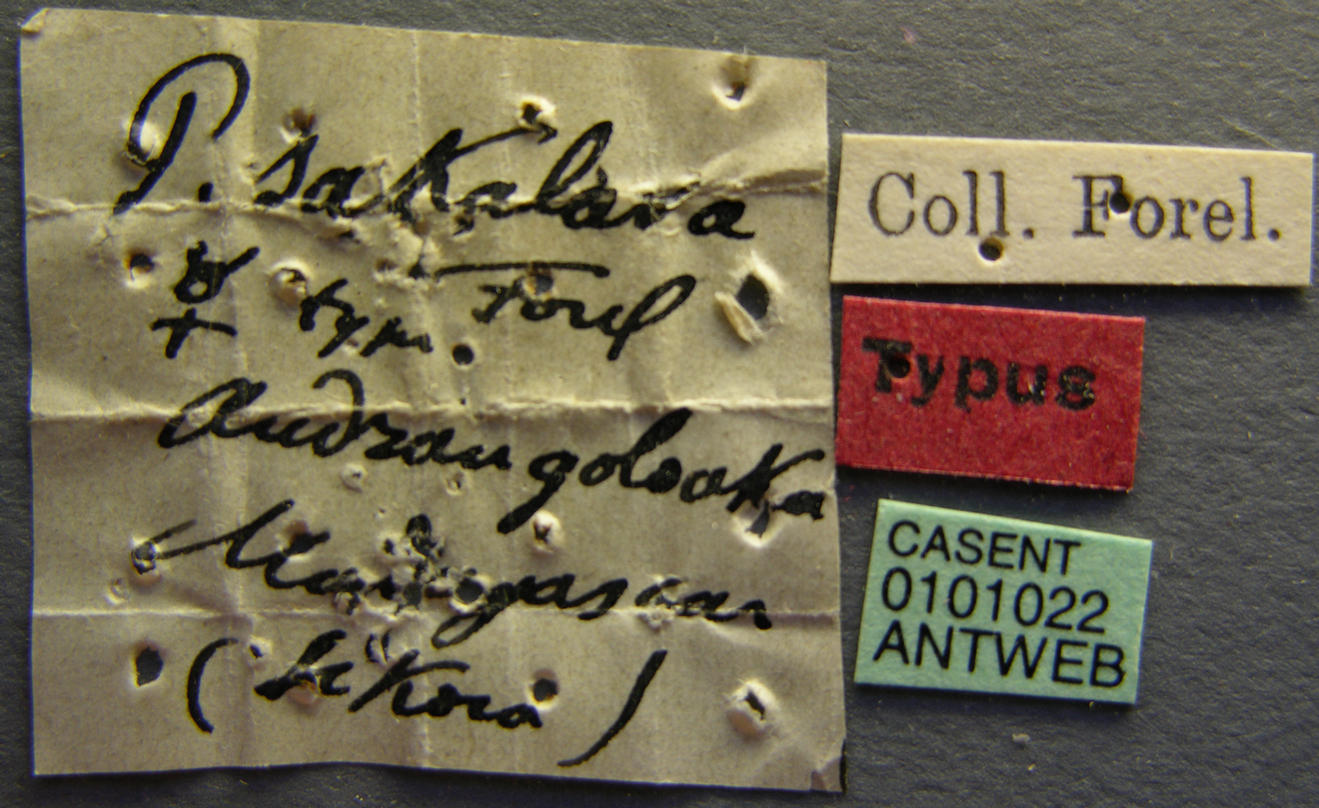
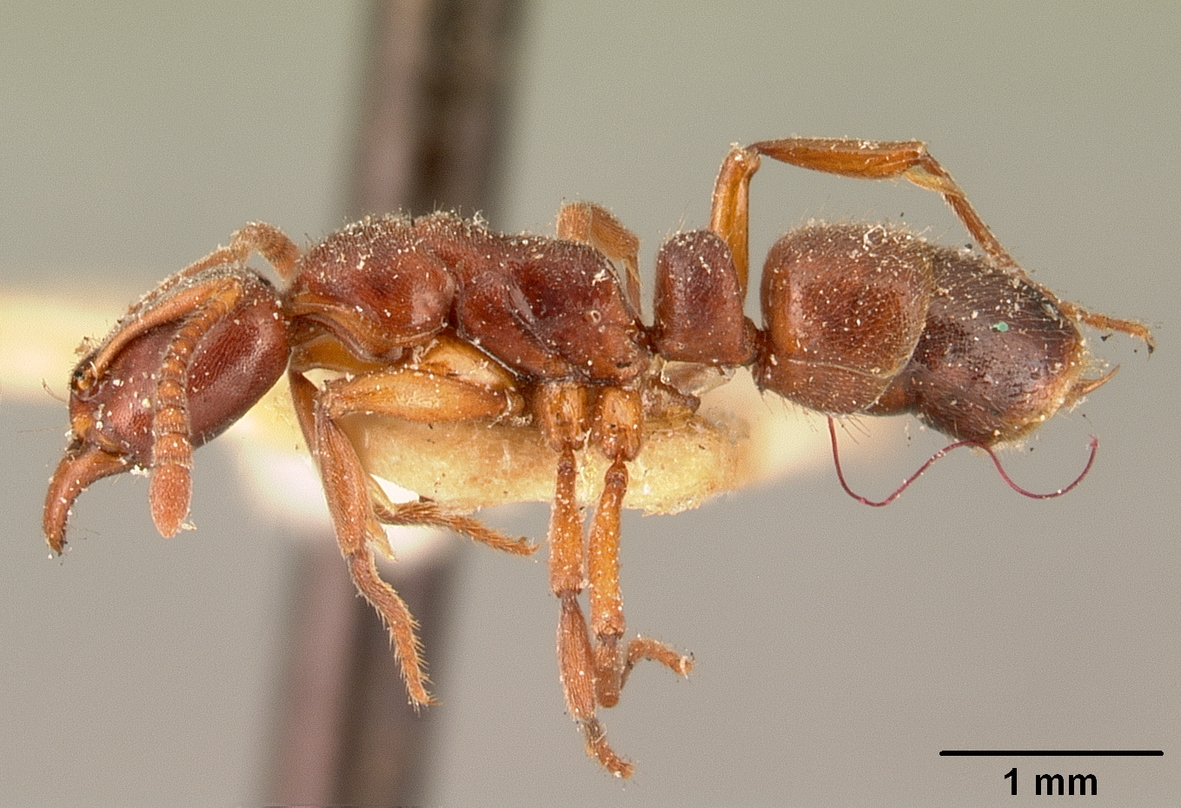
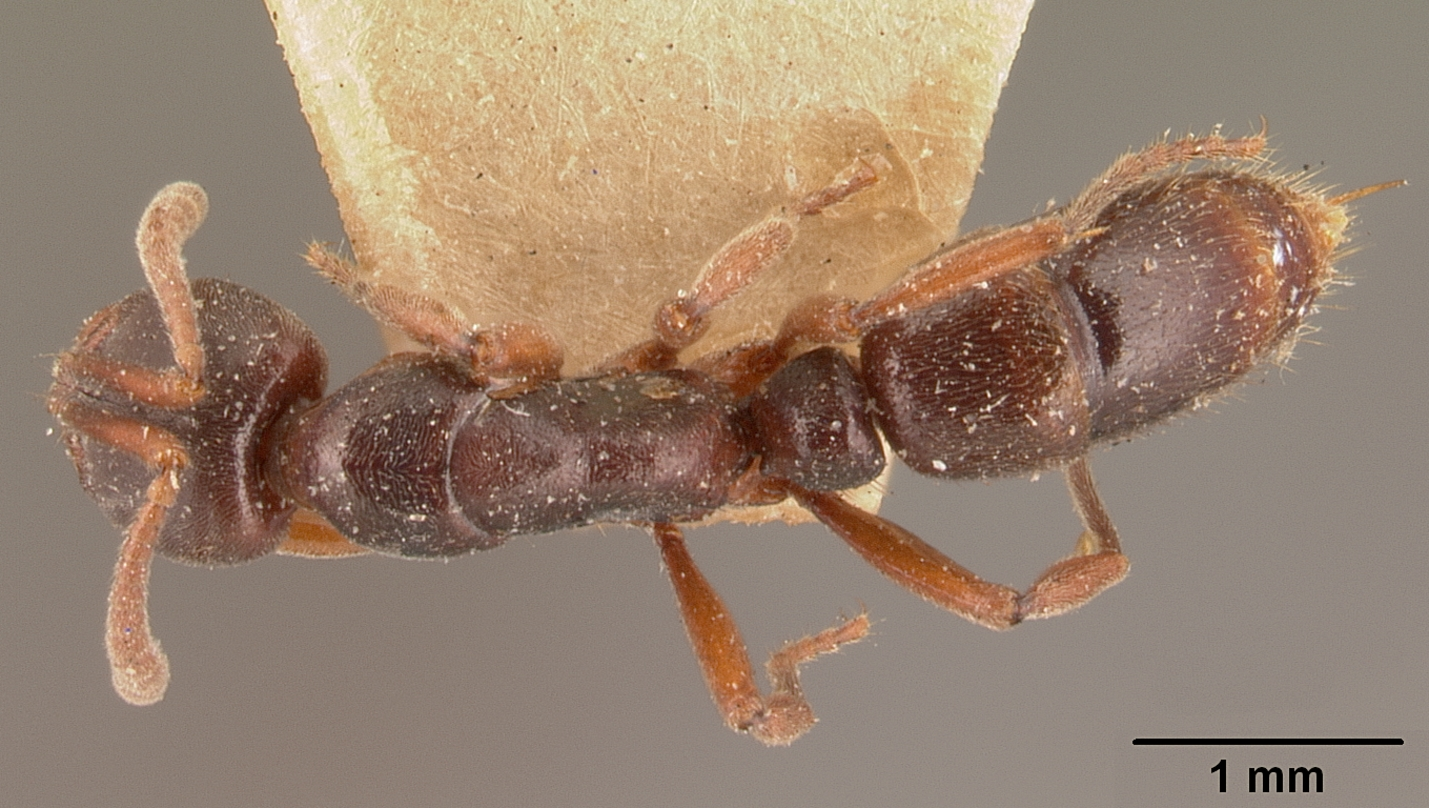
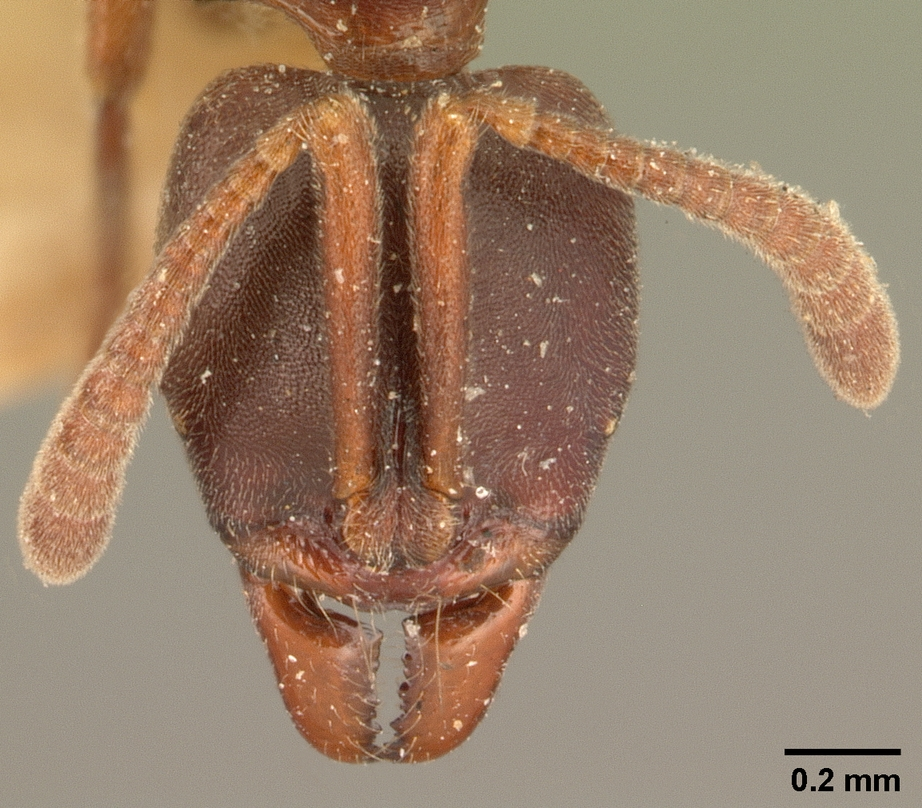